# Scandale Choi Soon-sil
Le scandale Choi Soon-sil (en coréen : 박근혜-최순실 게이트 Bak Geunhye - Choi Sunsil geiteu), appelé aussi Choigate, est un scandale politique ayant lieu à partir d'octobre 2016 en Corée du Sud portant sur l'influence de Choi Soon-sil, femme d'affaires sud-coréenne et fille d'un chef chamane, sur la présidente de Corée du Sud, Park Geun-hye, dont elle était la confidente,,,.
La large couverture médiatique de ce scandale politique sud-coréen commence à la fin du mois d'octobre 2016,. Cette affaire débouche un mois plus tard, le 29 novembre, sur le processus de destitution de la présidente Park. Ce processus arrive à son terme le 9 décembre, Park étant suspendue de ses fonctions et le Premier ministre Hwang Kyo-ahn devenant président par intérim.
L'enquête sur le scandale de Choi Soon-sil, commencée le 21 décembre 2016 à la suite de révélations de malversations autour des Jeux olympiques d'hiver de 2018 en Corée, a été menée par un procureur spécial, Park Young Soo, avec son équipe,. À la suite de ces investigations, la Cour constitutionnelle de Corée a décidé le 10 mars 2017 de prononcer la destitution de la présidente Park Geun-Hye. Unanimement les 8 juges ont reconnu que la présidente Park avait abusé de son pouvoir.

## Biographie de Choi Soon-sil
Née le 23 juin 1956, Choi Soon-sil est la cinquième fille de Choi Tae-min (en) - un prédicateur religieux chamane et évangéliste, chef autoproclamé d'une « Église de la vie éternelle ». Choi Tae-min exerçait une forte influence sur Park Geun-hye après l'assassinat de sa mère en 1974, et alors que son père Park Chung-hee occupait la fonction de président de la Corée du Sud.
Choi Tae-min a prétendu avoir reçu, lors d'un rêve, un message de la mère de Park Geun-hye qui avait été assassinée, lui demandant de veiller sur sa fille. Par la suite, il présenta sa fille Choi Soon-sil à Park Geun-hye, en lui affirmant que Choi Soon-sil avait hérité de ses propres pouvoirs chamaniques. Les deux femmes devinrent amies.
En 1995, Choi Soon-sil épousa Chung Yoon-hoi (en), qui était alors, et jusqu'en 2012, un proche collaborateur de Park Geun-hye. 
Par la suite, Choi Soon-sil créa avec Cha Eun-tae une société de communication, Playground Communications dont l'objectif aurait été de monopoliser les projets publicitaires de grandes entreprises et d’organisations publiques.
Choi Soon-sil était censée dicter ou influencer toutes les décisions de Park, du choix de son sac à main jusqu’aux affaires de l'État,. Choi a été mise en examen pour la prise de pot-de-vin, pour abus de pouvoir illégal et pour la fuite de documents classifiés, Choi est également accusée d'avoir incité l'université féminine Ewha à modifier ses critères d’admission afin d'y faire intégrer sa fille, Chung Yoo-ra.
Choi Soon-sil serait à l'origine de certaines nominations au gouvernement et elle aurait corrigé des discours de la présidente, mais également soutiré 65 millions de dollars aux grands conglomérats coréens (chaebols) tels Samsung et Hyundai, via des fondations qui lui étaient liées, entraînant l'ouverture d’enquêtes pour trafic d'influence et corruption,.

## Rapport aux médias

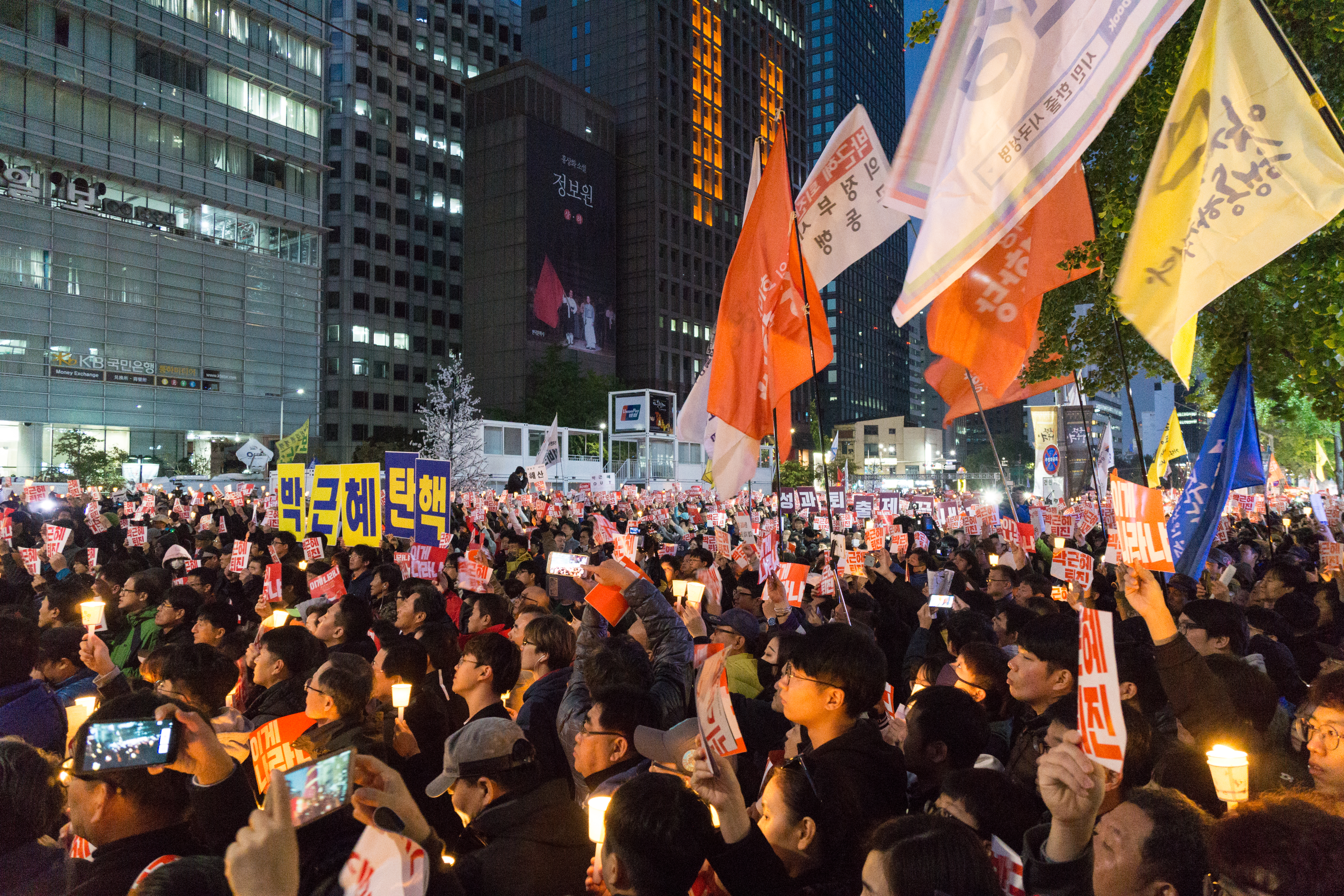
Manifestants sur la place Cheonggye, le 29 octobre 2016.

Plusieurs médias, y compris JTBC et Chosun Broadcasting Company, ont rapporté que Choi, qui n'avait pas de place officielle dans le gouvernement, avait eu accès à des documents confidentiels et à des renseignements destinés à la présidente, et d'autre part qu'elle aurait agi comme une très proche confidente de la présidente. Les médias ont rapporté que Choi et les cadres de la présidente Park (Ahn Jong-bum et Jeong Ho-sung) auraient usé de leur influence pour extorquer 77,4 milliards ₩ (60 millions de dollars) à différents chaebols - conglomérats économiques - et mis en place deux fondations l'une pour les sports, l'autre pour la culture, les fondations « Mir » et « K-sport »,,.

## Manifestations

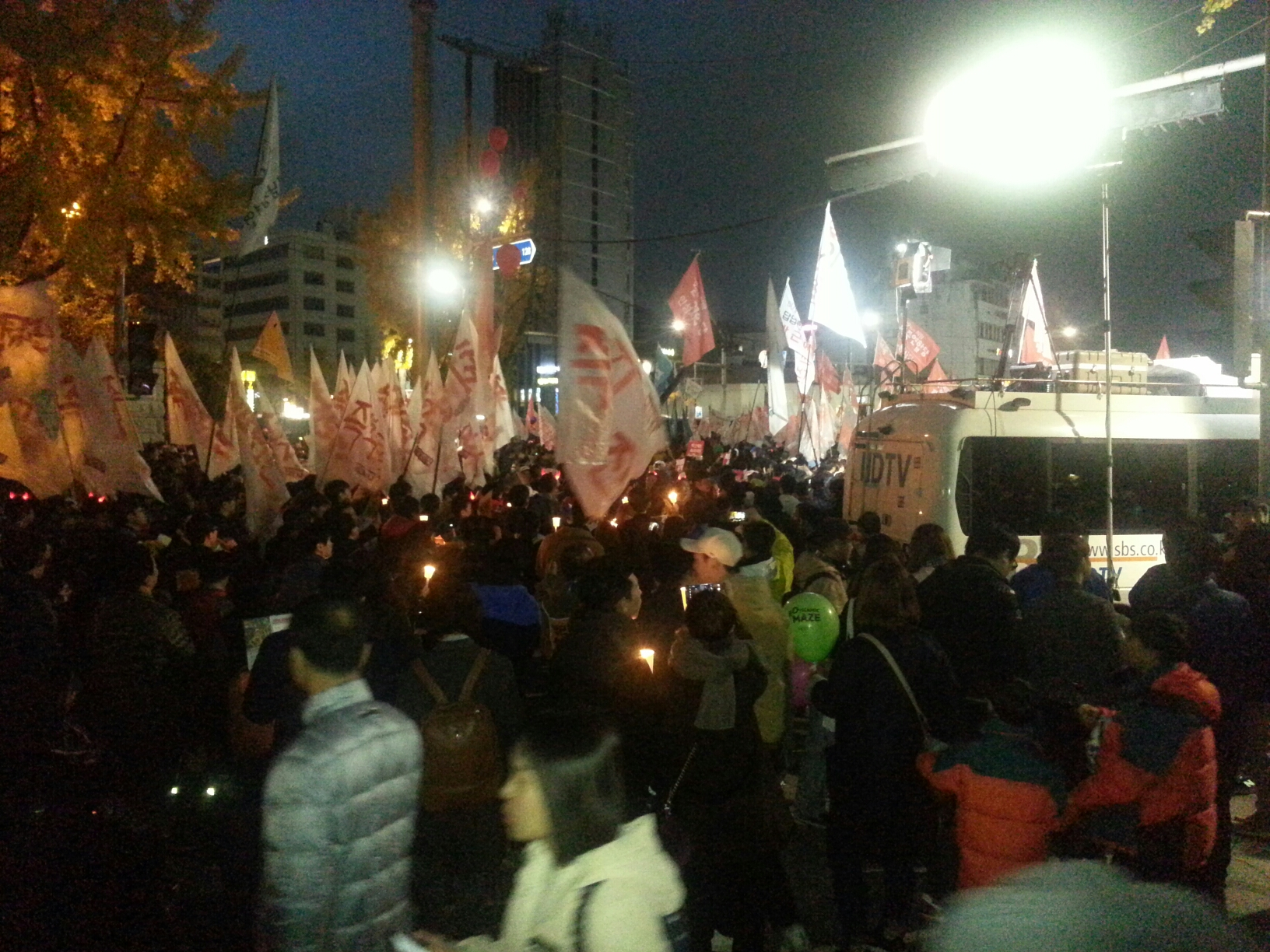
Manifestations le 12 novembre 2016.

Les révélations sur la relation entre Park Geun-hye et Choi Soon-sil ont provoqué des manifestations de masse à Séoul,,. Les manifestants ont appelé à la démission de Park Geun-hye. Le 12 novembre, plus d'un million de citoyens a participé à des manifestations sur la Place Gwanghwamun, à proximité de la résidence présidentielle, exigeant de la présidente Park, sa démission ou sa destitution.
Le 19 novembre, un autre million de citoyens a participé à la protestation nationale après que la présidente eut refusé de collaborer à l'enquête la visant sur son abus de pouvoir,. Le 26 novembre, plus de 2 millions de citoyens ont participé à une autre manifestation, en appelant à la démission de la présidente Park. Les protestations se sont poursuivies, et le 21 janvier 2017, une 13e protestation a eu lieu à Séoul avec plus de 200 000 participants.
Le Defense Security Command (en), le service de renseignement militaire, voulait mettre en place la loi martiale en faveur de la présidente Park Geun-hye à la suite de ces protestations. Cela a été considéré et défini comme une tentative de coup d'État par le conseil d'État de la République de Corée et à conduit à sa dissolution et son remplacement par le Defense Security Support Command le 1er septembre 2018

## Excuses publiques et chute de popularité de la présidente Park

Évolution de la cote de popularité de la présidente Park Geun-hye de 2013 à 2016. Le scandale fait chuter sa popularité à 4 % d'approbation - Gallup Korea.

Taux d'approbation envers Park Geun-hye par tranche d'âge.

La présidente Park a reconnu publiquement ses liens étroits avec Choi et présenté ses excuses publiques le 25 octobre 2016. Le 28 octobre, Park a licencié des membres clefs et des membres haut placés de son bureau alors que sa cote de popularité était tombée à 5 %. Elle a chuté jusqu'à 1 à 3 % auprès des citoyens coréens âgé de moins de 60 ans, alors qu'elle est restée supérieure à 13 % pour les plus de 60 ans. Ce fut la pire cote de popularité d'un président dans l'histoire de la Corée du Sud, inférieure aux 6 % de la cote de popularité de l'ancien président Kim Young-sam, qui fut largement blâmé pour avoir échoué à relever les problèmes économiques, qui ont finalement conduit à la Crise économique asiatique,. Le 4 novembre, la présidente Park s'est excusée pour la deuxième fois. Le 29 novembre, Park a présenté sa démission de poste de présidente et a invité l'Assemblée nationale à organiser un transfert du pouvoir. Les partis d'opposition ont rejeté l'offre, accusant Park de tenter d'éviter le processus de destitution.

## Motion de destitution
Le 5 décembre 2016, les trois partis d'opposition se sont convenus de mettre en place conjointement une motion de destitution contre la présidente Park Geun-hye,. La motion, qui a été signée par 171 des 300 députés, a été soumise au vote et le vendredi 9 décembre 2016 la motion a été admise avec 234 voix sur 300, un résultat bien plus haut que celui requis, qui était fixé à la majorité des 2/3 des voix ; dans ce résultat beaucoup de membres du parti de Park ont voté contre la présidente.

## Volet judiciaire

### Audition parlementaire
L'audition parlementaire a réuni le 6 décembre 2016, les chefs des principaux conglomérats de Corée du Sud (chaebols). Ils sont venus à l'Assemblée nationale pour assister à la première audition parlementaire sur le scandale impliquant la présidente Park Geun-hye et sa confidente Choi Soon-sil. Cela n'était pas arrivé depuis 1988. Parmi les participants il y avait le vice-président de Samsung Electronics Lee Jae-yong, le président de Hyundai Motor Chung Mong-koo, le président de Lotte Groupe Shin Dong-bin, le président de SK Groupe Chey Tae-won et les chefs de CJ Group, LG Group, Hanwha et Hanjin, et la Fédération des industries coréennes. Au cours de l'audience, les présidents des chaebols ont plaidé au Parlement qu'ils ne cherchaient pas à obtenir des faveurs lors du versement de contributions aux deux fondations (qui sont au cœur du scandale de Park Geun-hye).
Lors de la deuxième audience du Parlement, le 7 décembre 2016, les anciens agents de la présidente Park (dont l'ex-chef d'état-major Kim Ki-choon et l'ancien vice ministre de la Culture Kim Jong) ont témoigné concernant les soupçons d'ingérence de Choi Soon-sil dans les affaires gouvernementales.
La 3e audience, convoquée par le Comité spécial du Parlement le 14 décembre 2016, s'est concentrée sur la résolution du mystère entourant l'absence publique de la présidente Park pendant 7 heures le jour du naufrage du Sewol en 2014.
La tenue de la 4e audience par le Comité Spécial, le 15 décembre 2016, a eu pour objectif d'interroger les fondations Mir et K-Sports concernant certaines allégations. D'autre part, ces fondations ont été entendues sur l'admission de Chung Yoo-ra, notamment comment elle aurait triché pour intégrer l'université féminine Ewha. Jeong Hyun-sik, ancien chef de K-Sports et ancien président de l'université Ewha Womans, Choi Kyung-hee et d'autres membres affiliés ont témoigné lors de cette audience.
La 5e audience, le 22 décembre 2016, a eu lieu pour interroger l'ancien secrétaire présidentiel Woo Byung-woo et l'ancienne infirmière présidentielle Cho Yeo-ok,.
Le 26 décembre, les membres du comité spécial de l'Assemblée nationale ont tenu la 6e audience dans une prison et ils ont rencontré Choi Soon-sil dans sa cellule de détention alors qu'elle refusait d'assister à une audience parlementaire en continu. Elle a nié la plupart des allégations concernant le scandale de trafic d'influence,.
La 7e audience, du 9 janvier 2017, a permis d'interroger le ministre de la Culture, Cho Yoon-sun, ancien directeur des admissions de l'université Ewha Womans Namkung Gon, Chung Dong Chun, président de la fondation K-Sports, et Ku Soon-Sung, membre du bureau de la sécurité présidentielle. L'audience a confirmé qu'il existait une liste noire des artistes de gauche,.
Le scandale éclabousse certains conglomérats sud-coréens, accusés d'avoir soudoyé le gouvernement via Choi Soon-sil et notamment le Groupe Samsung, dont l'héritier et vice-président, Lee Jae-yong est mis en examen pour corruption et détournement de fonds le 28 février 2017.

### Procès en destitution
Le 19 décembre, Choi Soon-sil a assisté à la première audience du procès, dans le tribunal du district de Séoul. À la première audience, les procureurs ont déclaré que Choi avait utilisé sa relation avec Park pour faire pression sur les grandes firmes pour qu'elles versent des dons à leurs deux fondations, et qu'elles ont donc détourné de l'argent à des fins personnelles. Cependant, elle nia les allégations selon lesquelles elle aurait influencé la présidente. Parmi les procureurs ayant mis en examen Choi et Park, on retrouve notamment Yoon Seok-youl, procureur ayant déjà été mêlé à des affaires de corruption concernant le groupe Samsung ou l'ancien président Lee Myung-bak.
Le 5 janvier 2017, la Cour constitutionnelle a commencé son premier procès concernant la destitution de la présidente Park. Le 16 janvier 2017, Choi Soon-sil a témoigné elle-même devant la Cour constitutionnelle et a nié tout acte répréhensible,. La Cour constitutionnelle a déclaré qu'elle entendrait la dernière plaidoirie de la présidente Park le 24 février 2017.
Le 10 mars 2017, le tribunal a rendu une décision unanime, prononçant la destitution de la présidente Park.

### Condamnation de Park Geun-hye
Le 30 mars 2017, la Cour centrale du district de Séoul a délivré un mandat d'arrêt envers Park pour les accusations de corruption. Elle a été arrêtée plus tard dans la journée. Le 27 février 2018, le parquet requiert trente ans de prison à son encontre. Le 6 avril 2018, elle est reconnue coupable d’abus de pouvoir, de corruption et de coercition par un tribunal de Séoul et condamnée à 24 ans de prison.

### Condamnation de Choi
Le 13 février 2018, Choi est condamnée à vingt ans de prison,.  Mais le 24 décembre 2021, le président sud-coréen Moon Jae-in a annoncé qu'elle bénéficierait d'une grâce pour des raisons humanitaires. Elle est libérée le 31 décembre et rentre chez elle trois mois plus tard, le 24 mars 2022.